# Mark Hebden
Mark Hebden (ur. 15 lutego 1958 w Leicesterze) – angielski szachista, arcymistrz od 1992 roku.

## Kariera szachowa
W czasie swojej kariery dwukrotnie (1998, 2004) reprezentował barwy Anglii na szachowych olimpiadach oraz trzykrotnie (1983, 1989, 2007) – na drużynowych mistrzostwach Europy. Jest czterokrotnym mistrzem Wielkiej Brytanii w szachach szybkich (1990, 1994, 2001, 2005).
Wielokrotnie brał udział w turniejach międzynarodowych, zwyciężając bądź dzieląc I miejsca m.in. w Silkeborgu (1983), Maladze (1987), Cappelle-la-Grande (pięciokrotnie dz. I m. w latach 1989, 1990, 1994, 1995 i 1997), Matanzas (1993, memoriał Jose Raula Capablanki), Benidormie (1993), Dhace (1995, wspólnie z Michałem Krasenkowem), Hastings (1996/97, turniej główny, wspólnie z Johnem Nunnem i Eduardasem Rozentalisem), Port Erin (2000), Marsylii (2003), Oslo (2004), Montpellier (2006), Dublinie (2007, wspólnie z Nicholasem Pertem), Southend-on-Sea (2007), Neuchâtel (2008, wspólnie z Bogdanem Laliciem i Aloyzasem Kveinysem) oraz w Oslo (2010, wspólnie z Jonem Hammerem).
W roku 2005 zajął V miejsce (za Zoltanem Gyimesim i Mateuszem Bartlem, Bartoszem Soćko i Rolandem Berzinszem) w mistrzostwach Unii Europejskiej w Cork.
Najwyższy ranking w karierze osiągnął 1 lipca 1998 r., z wynikiem 2590 punktów dzielił wówczas 96-100. miejsce na światowej liście FIDE, jednocześnie dzieląc 6-7. miejsce wśród angielskich szachistów.